# Камилов, Турсун
Турсун Камилов — советский хозяйственный, государственный и политический деятель, Герой Социалистического Труда.

## Биография
Родился в 1902 году на территории современной Андижанской области. Член КПСС с 1929 года.
С 1920 года — на хозяйственной, общественной и политической работе. В 1920—1973 гг. — комсомольский и партийный работник в Андижанской области, начальник переселенческого управления Наркомата земледелия Узбекской ССР, первый секретарь Кокандского горкома КП(б) Узбекистана, секретарь Ферганского обкома КП(б) Узбекистана, управляющий Андижанским областным заготхлопкотрестом, первый секретарь Ленинского райкома Компартии Узбекистана Андижанской области, председатель Андижанской областной партийной комиссии.
Указом Президиума Верховного Совета СССР от 11 января 1957 года присвоено звание Героя Социалистического Труда с вручением ордена Ленина и золотой медали «Серп и Молот».
Делегат XVIII конференции ВКП(б).
Избирался депутатом Верховного Совета Узбекской ССР 5-го созыва.
Умер в 1978 году.